# High Lake, Ontario
High Lake är en sjö i Algoma District i provinsen Ontario i den sydöstra delen av Kanada. High Lake ligger 212 meter över havet. Arean är 53,5 hektar och maxdjupet är 8 meter. Sjön genomlöps av vattendraget Blind River med inlopp i norr och utlopp i söder. Utloppet är vattenfallet High Falls som består av två forsar med en liten sjö däremellan på den 0,2 km länga sträckan till Canoe Lake.